# Petter Hansson
Carl Johan Petter Hansson (Söderhamn, 14 dicembre 1976) è un ex calciatore svedese, di ruolo difensore.

## Caratteristiche tecniche
È un difensore centrale che può anche fare il terzino, ruolo che ricopre in nazionale.

## Carriera

### Nazionale
Ha esordito in nazionale svedese il 1º febbraio 2001 nella partita contro la Finlandia.

## Statistiche

### Presenze e reti nei club
| Stagione          | Squadra           | Campionato        | Campionato | Campionato | Coppe nazionali | Coppe nazionali | Coppe nazionali | Coppe continentali | Coppe continentali | Coppe continentali | Altre coppe | Altre coppe | Altre coppe | Totale | Totale |
| Stagione          | Squadra           | Comp              | Pres       | Reti       | Comp            | Pres            | Reti            | Comp               | Pres               | Reti               | Comp        | Pres        | Reti        | Pres   | Reti   |
| ----------------- | ----------------- | ----------------- | ---------- | ---------- | --------------- | --------------- | --------------- | ------------------ | ------------------ | ------------------ | ----------- | ----------- | ----------- | ------ | ------ |
| 1998              | Halmstad          | A                 | 4          | 0          | SC              | -               | -               |                    | -                  | -                  | -           | -           | -           | 4      | 0      |
| 1999              | Halmstad          | A                 | 25         | 3          | SC              | -               | -               | -                  | -                  | -                  | -           | -           | -           | 25     | 3      |
| 2000              | Halmstad          | A                 | 25         | 4          | SC              | -               | -               | -                  | -                  | -                  | -           | -           | -           | 25     | 4      |
| 2001              | Halmstad          | A                 | 22         | 4          | SC              | -               | -               | CU                 | 4                  | 0                  | -           | -           | -           | 26     | 4      |
| 2002              | Halmstad          | A                 | 10         | 2          | SC              | -               | -               | -                  | -                  | -                  | -           | -           | -           | 10     | 2      |
| Totale Halmstad   | Totale Halmstad   | Totale Halmstad   | 86         | 13         |                 | -               | -               |                    | 4                  | 0                  |             | -           | -           | 90     | 13     |
| 2002-2003         | Heerenveen        | E                 | 34         | 3          | CO              | -               | -               | CU                 | 2                  | 1                  | -           | -           | -           | 36     | 4      |
| 2003-2004         | Heerenveen        | E                 | 33         | 2          | CO              | -               | -               | -                  | -                  | -                  | -           | -           | -           | 33     | 2      |
| 2004-2005         | Heerenveen        | E                 | 33         | 3          | CO              | 1               | 0               | CU                 | 7                  | 1                  | -           | -           | -           | 41     | 4      |
| 2005-2006         | Heerenveen        | E                 | 33         | 2          | CO              | 1               | 0               | CU                 | 7                  | 0                  | -           | -           | -           | 41     | 2      |
| 2006-2007         | Heerenveen        | E                 | 30         | 4          | CO              | -               | -               | CU                 | 6                  | 0                  | -           | -           | -           | 36     | 4      |
| Totale Heerenveen | Totale Heerenveen | Totale Heerenveen | 163        | 14         |                 | 2               | 0               |                    | 22                 | 2                  |             | -           | -           | 187    | 16     |
| 2007-2008         | Rennes            | L1                | 35         | 2          | CF+CdL          | 0+0             | 0+0             | CU                 | 6                  | 0                  | -           | -           | -           | 41     | 2      |
| 2008-2009         | Rennes            | L1                | 33         | 1          | CF+CdL          | 6+1             | 0+0             | CI+CU              | 2+2                | 0+0                | -           | -           | -           | 44     | 1      |
| 2009-2010         | Rennes            | L1                | 34         | 1          | CF+CdL          | 3+1             | 0+0             | -                  | -                  | -                  | -           | -           | -           | 38     | 1      |
| Totale Rennes     | Totale Rennes     | Totale Rennes     | 102        | 4          | -               | 11              | 0               | -                  | 10                 | 0                  | -           | -           | -           | 123    | 4      |
| 2010-2011         | Monaco            | L1                | 30         | 0          | CF+CdL          | 1+3             | 0+1             | -                  | -                  | -                  | -           | -           | -           | 34     | 1      |
| 2011-2012         | Monaco            | L1                | 17         | 0          | CF+CdL          | 1+1             | 0+0             | -                  | -                  | -                  | -           | -           | -           | 19     | 0      |
| Totale Monaco     | Totale Monaco     | Totale Monaco     | 47         | 0          | -               | 6               | 1               | -                  | -                  | -                  | -           | -           | -           | 53     | 1      |
| 2012              | Sunnersta AIF     | D4                | 4          | 0          | -               | -               | -               |                    | -                  | -                  | -           | -           | -           | 4      | 0      |
| Totale            | Totale            | Totale            | 402        | 31         |                 | 19              | 1               |                    | 36                 | 2                  |             | -           | -           | 457    | 34     |

### Cronologia presenze e reti in Nazionale
| Cronologia completa delle presenze e delle reti in nazionale ― Svezia | Cronologia completa delle presenze e delle reti in nazionale ― Svezia | Cronologia completa delle presenze e delle reti in nazionale ― Svezia | Cronologia completa delle presenze e delle reti in nazionale ― Svezia | Cronologia completa delle presenze e delle reti in nazionale ― Svezia | Cronologia completa delle presenze e delle reti in nazionale ― Svezia | Cronologia completa delle presenze e delle reti in nazionale ― Svezia | Cronologia completa delle presenze e delle reti in nazionale ― Svezia |
| Data                                                                  | Città                                                                 | In casa                                                               | Risultato                                                             | Ospiti                                                                | Competizione                                                          | Reti                                                                  | Note                                                                  |
| --------------------------------------------------------------------- | --------------------------------------------------------------------- | --------------------------------------------------------------------- | --------------------------------------------------------------------- | --------------------------------------------------------------------- | --------------------------------------------------------------------- | --------------------------------------------------------------------- | --------------------------------------------------------------------- |
| 1-2-2001                                                              | Jönköping                                                             | Svezia                                                                | 0 – 1                                                                 | Finlandia                                                             | Campionato nordico di calcio                                          | -                                                                     |                                                                       |
| 18-2-2004                                                             | Tirana                                                                | Albania                                                               | 2 – 1                                                                 | Svezia                                                                | Amichevole                                                            | -                                                                     |                                                                       |
| 31-3-2004                                                             | Göteborg                                                              | Svezia                                                                | 1 – 0                                                                 | Inghilterra                                                           | 100º anniversario Federazione Svedese                                 | -                                                                     | 46’                                                                   |
| 28-4-2004                                                             | Coimbra                                                               | Portogallo                                                            | 2 – 2                                                                 | Svezia                                                                | Amichevole                                                            | -                                                                     | 53’                                                                   |
| 28-5-2004                                                             | Tempere                                                               | Finlandia                                                             | 1 – 3                                                                 | Svezia                                                                | Amichevole                                                            | -                                                                     |                                                                       |
| 18-8-2004                                                             | Stoccolma                                                             | Svezia                                                                | 2 – 2                                                                 | Paesi Bassi                                                           | Amichevole                                                            | -                                                                     |                                                                       |
| 4-9-2004                                                              | Ta' Qali                                                              | Malta                                                                 | 0 – 7                                                                 | Svezia                                                                | Qual. Mondiali 2006                                                   | -                                                                     | 61’                                                                   |
| 17-11-2004                                                            | Edimburgo                                                             | Scozia                                                                | 1 – 4                                                                 | Svezia                                                                | Amichevole                                                            | -                                                                     | 46’                                                                   |
| 9-2-2005                                                              | Saint-Denis                                                           | Francia                                                               | 1 – 1                                                                 | Svezia                                                                | Amichevole                                                            | -                                                                     | 76’                                                                   |
| 8-6-2005                                                              | Stoccolma                                                             | Svezia                                                                | 2 – 3                                                                 | Norvegia                                                              | Amichevole                                                            | -                                                                     |                                                                       |
| 17-8-2005                                                             | Göteborg                                                              | Svezia                                                                | 2 – 1                                                                 | Rep. Ceca                                                             | Amichevole                                                            | -                                                                     |                                                                       |
| 1-3-2006                                                              | Dublino                                                               | Irlanda                                                               | 3 – 0                                                                 | Svezia                                                                | Amichevole                                                            | -                                                                     |                                                                       |
| 25-5-2006                                                             | Göteborg                                                              | Svezia                                                                | 0 – 0                                                                 | Finlandia                                                             | Amichevole                                                            | -                                                                     |                                                                       |
| 24-6-2006                                                             | Monaco di Baviera                                                     | Germania                                                              | 2 – 0                                                                 | Svezia                                                                | Mondiali 2006 - Ottavi di finale                                      | -                                                                     | 39’                                                                   |
| 16-8-2006                                                             | Gelsenkirchen                                                         | Germania                                                              | 3 – 0                                                                 | Svezia                                                                | Amichevole                                                            | -                                                                     |                                                                       |
| 2-9-2006                                                              | Riga                                                                  | Lettonia                                                              | 0 – 1                                                                 | Svezia                                                                | Qual. Euro 2008                                                       | -                                                                     |                                                                       |
| 6-9-2006                                                              | Göteborg                                                              | Svezia                                                                | 3 – 1                                                                 | Liechtenstein                                                         | Qual. Euro 2008                                                       | -                                                                     |                                                                       |
| 7-10-2006                                                             | Stoccolma                                                             | Svezia                                                                | 2 – 0                                                                 | Spagna                                                                | Qual. Euro 2008                                                       | -                                                                     |                                                                       |
| 11-10-2006                                                            | Reykjavík                                                             | Islanda                                                               | 1 – 2                                                                 | Svezia                                                                | Qual. Euro 2008                                                       | -                                                                     |                                                                       |
| 15-11-2006                                                            | Le Mans                                                               | Costa d'Avorio                                                        | 1 – 0                                                                 | Svezia                                                                | Amichevole                                                            | -                                                                     | Cap.                                                                  |
| 7-2-2007                                                              | Il Cairo                                                              | Egitto                                                                | 2 – 0                                                                 | Svezia                                                                | Amichevole                                                            | -                                                                     |                                                                       |
| 28-3-2007                                                             | Belfast                                                               | Irlanda del Nord                                                      | 2 – 1                                                                 | Svezia                                                                | Qual. Euro 2008                                                       | -                                                                     |                                                                       |
| 2-6-2007                                                              | Copenaghen                                                            | Danimarca                                                             | 0 – 3 tav                                                             | Svezia                                                                | Qual. Euro 2008                                                       | 1                                                                     |                                                                       |
| 6-6-2007                                                              | Stoccolma                                                             | Svezia                                                                | 5 – 0                                                                 | Islanda                                                               | Qual. Euro 2008                                                       | -                                                                     |                                                                       |
| 22-8-2007                                                             | Göteborg                                                              | Svezia                                                                | 1 – 0                                                                 | Stati Uniti                                                           | Amichevole                                                            | -                                                                     | 46’                                                                   |
| 8-9-2007                                                              | Solna                                                                 | Svezia                                                                | 0 – 0                                                                 | Danimarca                                                             | Qual. Euro 2008                                                       | -                                                                     |                                                                       |
| 12-9-2007                                                             | Podgorica                                                             | Montenegro                                                            | 1 – 2                                                                 | Svezia                                                                | Amichevole                                                            | -                                                                     | 46’                                                                   |
| 13-10-2007                                                            | Vaduz                                                                 | Liechtenstein                                                         | 0 – 3                                                                 | Svezia                                                                | Qual. Euro 2008                                                       | -                                                                     |                                                                       |
| 17-10-2007                                                            | Stoccolma                                                             | Svezia                                                                | 1 – 1                                                                 | Irlanda del Nord                                                      | Qual. Euro 2008                                                       | -                                                                     | 82’                                                                   |
| 17-11-2007                                                            | Madrid                                                                | Spagna                                                                | 3 – 0                                                                 | Svezia                                                                | Qual. Euro 2008                                                       | -                                                                     | 75’                                                                   |
| 6-2-2008                                                              | Istanbul                                                              | Turchia                                                               | 0 – 0                                                                 | Svezia                                                                | Amichevole                                                            | -                                                                     |                                                                       |
| 1-6-2008                                                              | Stoccolma                                                             | Svezia                                                                | 0 – 1                                                                 | Ucraina                                                               | Amichevole                                                            | -                                                                     |                                                                       |
| 10-6-2008                                                             | Salisburgo                                                            | Grecia                                                                | 0 – 2                                                                 | Svezia                                                                | Euro 2008 - 1º turno                                                  | 1                                                                     |                                                                       |
| 14-6-2008                                                             | Innsbruck                                                             | Svezia                                                                | 1 – 2                                                                 | Spagna                                                                | Euro 2008 - 1º turno                                                  | -                                                                     |                                                                       |
| 18-6-2008                                                             | Innsbruck                                                             | Russia                                                                | 2 – 0                                                                 | Svezia                                                                | Euro 2008 - 1º turno                                                  | -                                                                     |                                                                       |
| 20-8-2008                                                             | Göteborg                                                              | Svezia                                                                | 2 – 3                                                                 | Francia                                                               | Amichevole                                                            | -                                                                     |                                                                       |
| 6-9-2008                                                              | Tirana                                                                | Albania                                                               | 0 – 0                                                                 | Svezia                                                                | Qual. Mondiali 2010                                                   | -                                                                     | 84’                                                                   |
| 10-9-2008                                                             | Solna                                                                 | Svezia                                                                | 2 – 1                                                                 | Ungheria                                                              | Qual. Mondiali 2010                                                   | -                                                                     |                                                                       |
| 11-10-2008                                                            | Solna                                                                 | Svezia                                                                | 0 – 0                                                                 | Portogallo                                                            | Qual. Mondiali 2010                                                   | -                                                                     |                                                                       |
| 19-11-2008                                                            | Amsterdam                                                             | Paesi Bassi                                                           | 3 – 1                                                                 | Svezia                                                                | Amichevole                                                            | -                                                                     | 82’                                                                   |
| 11-2-2009                                                             | Graz                                                                  | Austria                                                               | 0 – 2                                                                 | Svezia                                                                | Amichevole                                                            | -                                                                     | 46’                                                                   |
| 1-4-2009                                                              | Belgrado                                                              | Serbia                                                                | 2 – 0                                                                 | Svezia                                                                | Amichevole                                                            | -                                                                     |                                                                       |
| 12-8-2009                                                             | Stoccolma                                                             | Svezia                                                                | 1 – 0                                                                 | Finlandia                                                             | Amichevole                                                            | -                                                                     | 46’                                                                   |
| Totale                                                                |                                                                       | Presenze                                                              | 43                                                                    |                                                                       | Reti                                                                  | 2                                                                     |                                                                       |

## Palmarès
- Allsvenskan: 1

Halmstad: 2000